# 青い果実 (doaの曲)
「青い果実」（あおいかじつ）は、doaの4枚目のシングル。

## 概要
吉本大樹が初めてA面の曲の作詞を手がけた。吉本がA面曲の作詞を担当した唯一の作品である。
前作「英雄」に続き、特撮テレビドラマ『ウルトラマンネクサス』の第2期オープニングテーマになっており、2番が使われている。1枚目のシングル「火ノ鳥のように」同様、2番以降でテンポが上がる。
PVは初のカラーで制作されており、冒頭ではタイトル通りに洋梨などがこぼれるシーンがある。

## 収録曲
全作曲・編曲：徳永暁人
1. 青い果実
作詞：吉本大樹
2. Sexyest Girl
作詞：吉本大樹
この曲の題名は綴りが間違っており、「Sexy」に「est」がつく場合、「Sexiest」になる方が正しい。
3. 涙が止まらない
作詞：徳永暁人